# Campeonato Mundial de Voleibol Masculino de 1974
El VIII Campeonato Mundial de Voleibol Masculino se celebró en la Ciudad de México (México) entre el 12 y el 28 de octubre de 1974 bajo la organización de la Federación Internacional de Voleibol (FIVB) y la Federación Mexicana de Voleibol.

## Grupos
| Grupo A           | Grupo B              | Grupo C  | Grupo D | Grupo E        | Grupo F         |
| ----------------- | -------------------- | -------- | ------- | -------------- | --------------- |
| Alemania Oriental | Países Bajos         | Brasil   | Bélgica | Rumanía        | Unión Soviética |
| Venezuela         | República Dominicana | Panamá   | Canadá  | Puerto Rico    | Egipto          |
| Cuba              | México               | Bulgaria | Japón   | Checoslovaquia | Polonia         |
| Italia            | Túnez                | Francia  | China   | Corea del Sur  | Estados Unidos  |

## Primera fase

### Grupo A
| Equipo            | J | G | P | SG | SP | DS | PTS |
| ----------------- | - | - | - | -- | -- | -- | --- |
| Cuba              | 3 | 3 | 0 | 9  | 1  | +8 | 6   |
| Alemania Oriental | 3 | 2 | 1 | 6  | 3  | +3 | 5   |
| Italia            | 3 | 1 | 2 | 4  | 7  | -3 | 4   |
| Venezuela         | 3 | 0 | 3 | 1  | 9  | -8 | 3   |

### Grupo B
| Equipo               | J | G | P | SG | SP | DS | PTS |
| -------------------- | - | - | - | -- | -- | -- | --- |
| México               | 3 | 3 | 0 | 9  | 0  | +9 | 6   |
| Países Bajos         | 3 | 2 | 1 | 6  | 4  | +2 | 5   |
| Túnez                | 3 | 1 | 2 | 3  | 8  | -5 | 4   |
| República Dominicana | 3 | 0 | 3 | 3  | 9  | -6 | 3   |

### Grupo C
| Equipo   | J | G | P | SG | SP | DS | PTS |
| -------- | - | - | - | -- | -- | -- | --- |
| Bulgaria | 3 | 3 | 0 | 9  | 3  | +6 | 6   |
| Brasil   | 3 | 2 | 1 | 8  | 3  | +5 | 5   |
| Francia  | 3 | 1 | 2 | 4  | 6  | -2 | 4   |
| Panamá   | 3 | 0 | 3 | 0  | 9  | -9 | 3   |

### Grupo D
| Equipo  | J | G | P | SG | SP | DS | PTS |
| ------- | - | - | - | -- | -- | -- | --- |
| Japón   | 3 | 3 | 0 | 9  | 0  | +9 | 6   |
| Bélgica | 3 | 2 | 1 | 6  | 4  | +2 | 5   |
| China   | 3 | 1 | 2 | 4  | 6  | -2 | 4   |
| Canadá  | 3 | 0 | 3 | 0  | 9  | -9 | 3   |

### Grupo E
| Equipo         | J | G | P | SG | SP | DS | PTS |
| -------------- | - | - | - | -- | -- | -- | --- |
| Checoslovaquia | 3 | 3 | 0 | 9  | 2  | +7 | 6   |
| Rumanía        | 3 | 2 | 1 | 8  | 3  | +5 | 5   |
| Corea del Sur  | 3 | 1 | 2 | 3  | 6  | -3 | 4   |
| Puerto Rico    | 3 | 0 | 3 | 0  | 9  | -9 | 3   |

### Grupo F
| Equipo          | J | G | P | SG | SP | DS | PTS |
| --------------- | - | - | - | -- | -- | -- | --- |
| Polonia         | 3 | 3 | 0 | 9  | 2  | +7 | 6   |
| Unión Soviética | 3 | 2 | 1 | 7  | 3  | +4 | 5   |
| Estados Unidos  | 3 | 1 | 2 | 4  | 6  | -2 | 4   |
| Egipto          | 3 | 0 | 3 | 0  | 9  | -9 | 3   |

## Segunda fase

### Grupo G
| Equipo          | J | G | P | SG | SP | DS | PTS |
| --------------- | - | - | - | -- | -- | -- | --- |
| Checoslovaquia  | 3 | 3 | 0 | 9  | 2  | +7 | 6   |
| Unión Soviética | 3 | 2 | 1 | 6  | 3  | +3 | 5   |
| Cuba            | 3 | 1 | 2 | 5  | 6  | -1 | 4   |
| Brasil          | 3 | 0 | 3 | 0  | 9  | -9 | 3   |

### Grupo H
| Equipo            | J | G | P | SG | SP | DS | PTS |
| ----------------- | - | - | - | -- | -- | -- | --- |
| Polonia           | 3 | 3 | 0 | 9  | 0  | +9 | 6   |
| Alemania Oriental | 3 | 2 | 1 | 6  | 5  | +1 | 5   |
| México            | 3 | 1 | 2 | 5  | 6  | -1 | 4   |
| Bélgica           | 3 | 0 | 3 | 0  | 9  | -9 | 3   |

### Grupo I
| Equipo       | J | G | P | SG | SP | DS | PTS |
| ------------ | - | - | - | -- | -- | -- | --- |
| Japón        | 3 | 3 | 0 | 9  | 3  | +6 | 6   |
| Rumanía      | 3 | 2 | 1 | 8  | 5  | +3 | 5   |
| Bulgaria     | 3 | 1 | 2 | 6  | 7  | -1 | 4   |
| Países Bajos | 3 | 0 | 3 | 1  | 9  | -8 | 3   |

## Fase final
| Equipo            | J | G | P | SG | SP | DS  | PTS |
| ----------------- | - | - | - | -- | -- | --- | --- |
| Polonia           | 5 | 5 | 0 | 15 | 7  | +8  | 10  |
| Unión Soviética   | 5 | 4 | 1 | 14 | 4  | +10 | 9   |
| Japón             | 5 | 3 | 2 | 10 | 10 | 0   | 8   |
| Alemania Oriental | 5 | 2 | 3 | 9  | 11 | -2  | 7   |
| Checoslovaquia    | 5 | 1 | 4 | 8  | 13 | -5  | 6   |
| Rumanía           | 5 | 0 | 5 | 4  | 15 | -11 | 5   |

## Medallero
|         |                 |       |
| Polonia | Unión Soviética | Japón |

### Clasificación general
| 1. Polonia               |
| 2. Unión Soviética       |
| 3. Japón                 |
| 4. Alemania Oriental     |
| 5. Checoslovaquia        |
| 6. Rumanía               |
| 7. Bulgaria              |
| 8. Cuba                  |
| 9. Brasil                |
| 10. México               |
| 11. Bélgica              |
| 12. Países Bajos         |
| 13. Corea del Sur        |
| 14. Estados Unidos       |
| 15. China                |
| 16. Francia              |
| 17. Egipto               |
| 18. Túnez                |
| 19. Italia               |
| 20. Canadá               |
| 21. Venezuela            |
| 22. República Dominicana |
| 23. Puerto Rico          |
| 24. Panamá               |

| Predecesor: Bulgaria 1970 | VIII Campeonato Mundial de Voleibol Masculino 1974 | Sucesor: Italia 1978 |

- Datos: Q938551